# Hleviški graben
Hleviški graben je potok, ki izvira v okolici vasi Rovte v občini Logatec in se zahodno od vasi Podlipa kot desni pritok izliva v potok Podlipščica, ta pa se nadalje kot Črna mlaka v bližini Sinje Gorice kot levi pritok izliva v Ljubljanico. Nekaj sto metrov zahodneje od izvira Hleviškega grabna, na drugi strani Jerebovega griča, začenja svojo strugo reka Sora.